# Дельфіна Потоцька

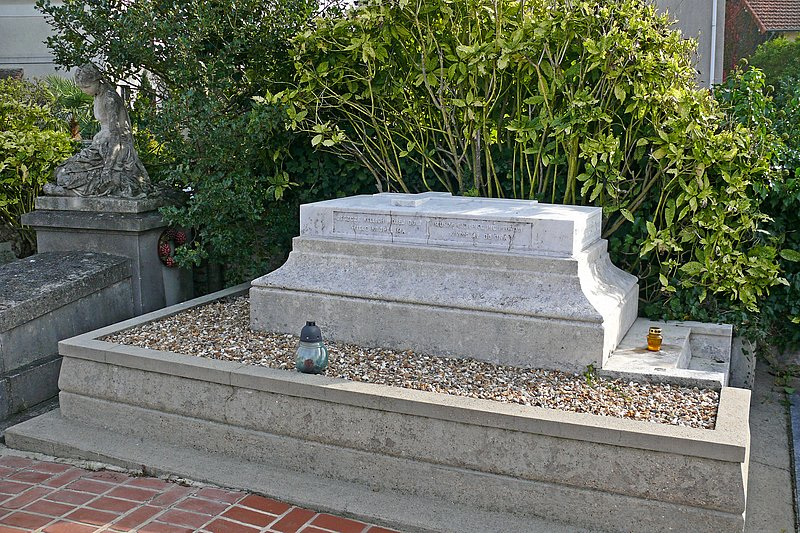
Могила Дельфіни Потоцької на старому кладовищі в Монморансі, 31 жовтня 2009 року

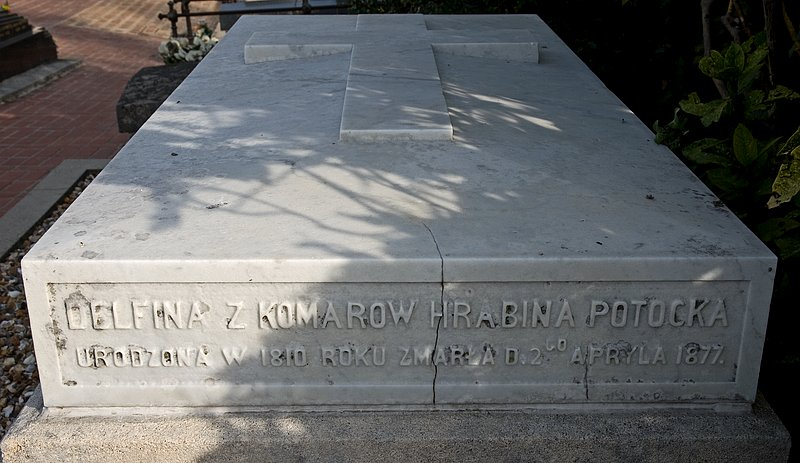
Могила Дельфіни Потоцької, 31 жовтня 2009 року

Дельфіна Потоцька, народжена Комар (березень 1807, Муровані Курилівці — 2 квітня 1877, Париж) — дама, приятелька артистів, співаків і художників. ЇЇ називали музою польського романтизму, оскільки вона вплинула на його провідних представників. Їй були присвячені їх твори. Вона знала Юліуша Словацького, Адама Міцкевича та Ципріана Каміля Норвіда.

## Життєпис
Дочка Станіслава Дельфіна Комара (майора російського війська) та Гонорати Орловської (дочка коронного ловчого короля Станіслава-Августа Понятовського). У 1825 році вона вийшла заміж за Мечислава Потоцького, сина Станіслава Щенсного Потоцького, одного з найбагатших поляків епохи, у них народилося п'ятеро дітей, які рано померли. Вона була нещасна в шлюбі з Потоцьким, з яким згодом розлучилася. Але в той же час вона виграла довічну пенсію в 100 тис. франків на рік, які Потоцький старанно платив їй. Пізніше вона використовувала здобуту пишність як член сім'ї Потоцьких і виплачувані гроші. Це становище дозволило їй скуштувати особисту і соціальну свободу і навіть в достатку жити в Парижі, де вона жила в різні часи.
Їй були притаманні розумові і мистецькі здібності та знаменита сліпуча краса, якою вона підкорила чоловічі серця у кращих салонах всієї Європи. Її грайлива чарівність діяла незалежно від національності та мови. У молодості вона була ученицею Фридерика Шопена, з яким вона вже тоді розмовляла і листувалася лише французькою мовою.
Розлучившись із чоловіком, вона поїхала за кордон, де жила як приятелька і довірена особа Зигмунта Красіньського та як його найтриваліша любов. Вона познайомилася з Красінським в Неаполі 24 грудня 1838 року і незабаром стала його коханою, перед якою поет довіряв усі свої думки і наміри і для якої писав твори (Світанок- пол.Przedświt).
Ці стосунків стали результатом також величезного листування поета з його коханою, які до цього часу відомі в невеликих фрагментах, лише з 1930 р. (Том I) у більш широкому підборі. Її листи є цінні для польської кореспонденції.
Вона також зіграла роль у житті Шопена (1832—1836), який підтримував з нею зв'язок до його смерті. Їхні стосунки, постійно підживлювались Шопеном, але Потоцька ніколи не відповідала взаємністю. Шопен ревнував Дельфіну до Словацького, якого він не любив за плітки про нього.
Вони шукали в Дельфіні Потоцькій (поруч з Джоанною Бобровою) прототип Ідалії, світової леді з Фантазії Юліуша Словацького.
Потоцьку Дельфіну поховали на старому кладовищі в Монморансі, поблизу Парижа 6 квітня 1877 року.

## Галерея

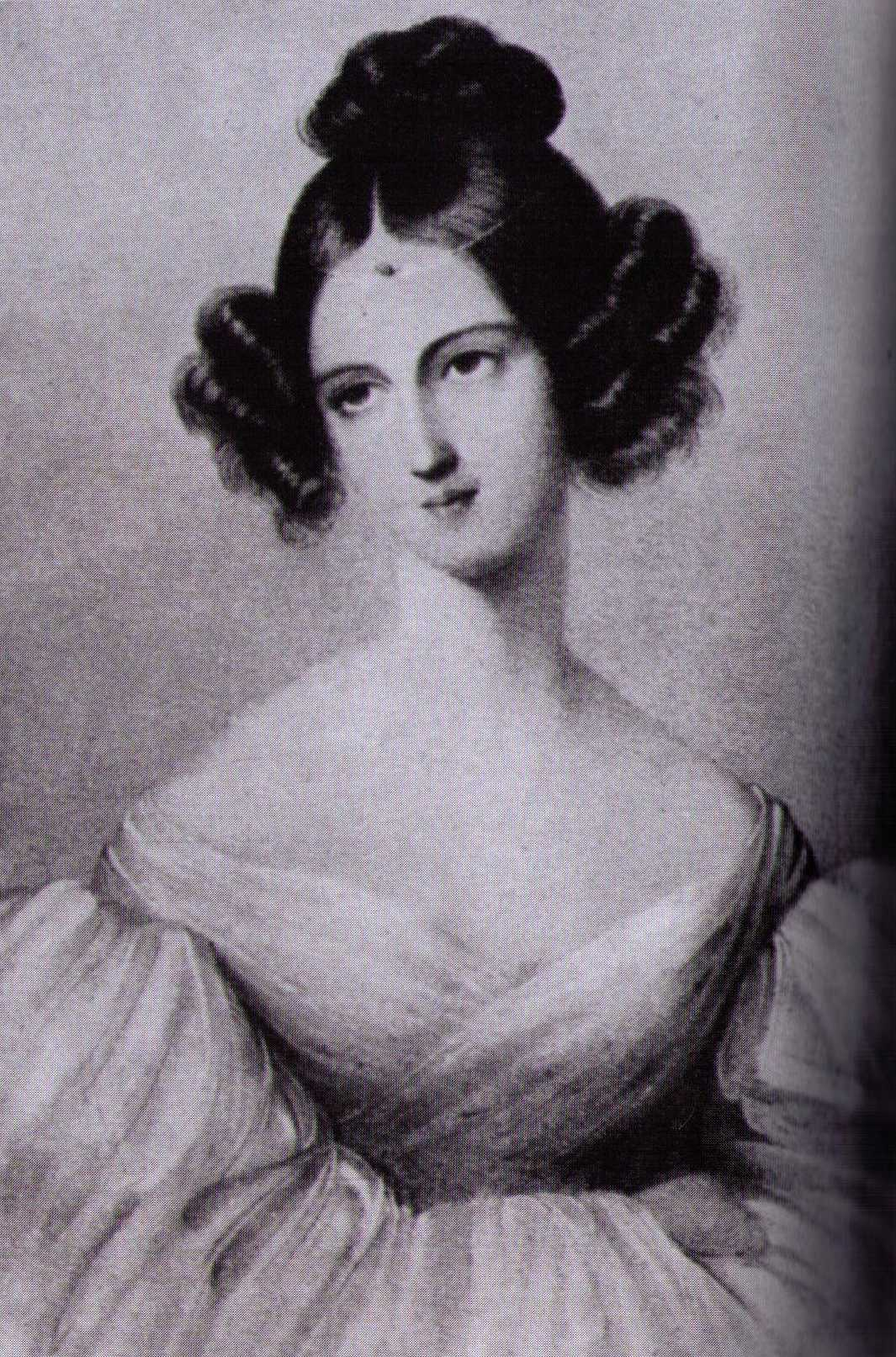
Д. Потоцька 1820-ті роки, Е. Ватала Польські жінки
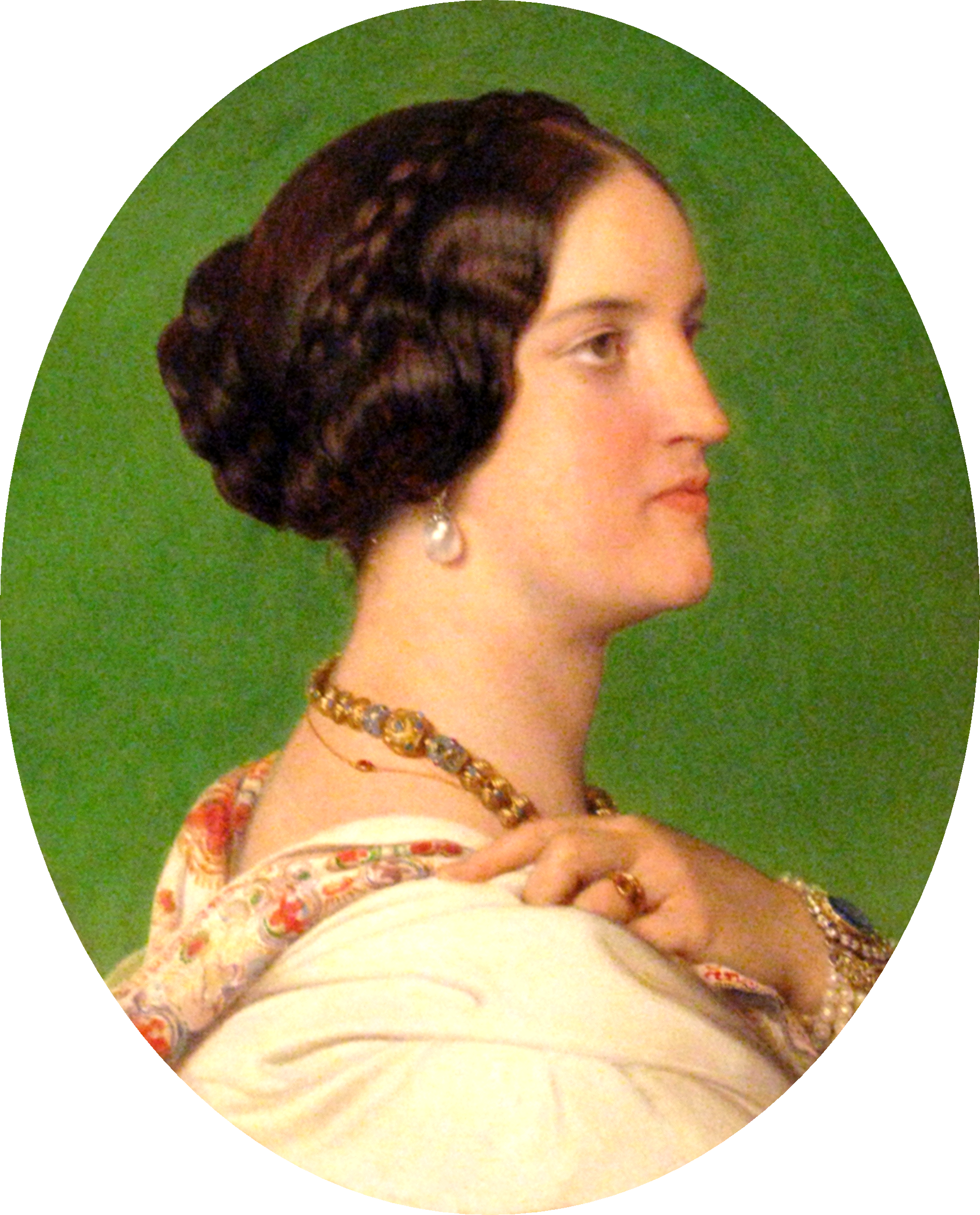
Дельфіна Потоцька на портреті П. Делароша (1849)
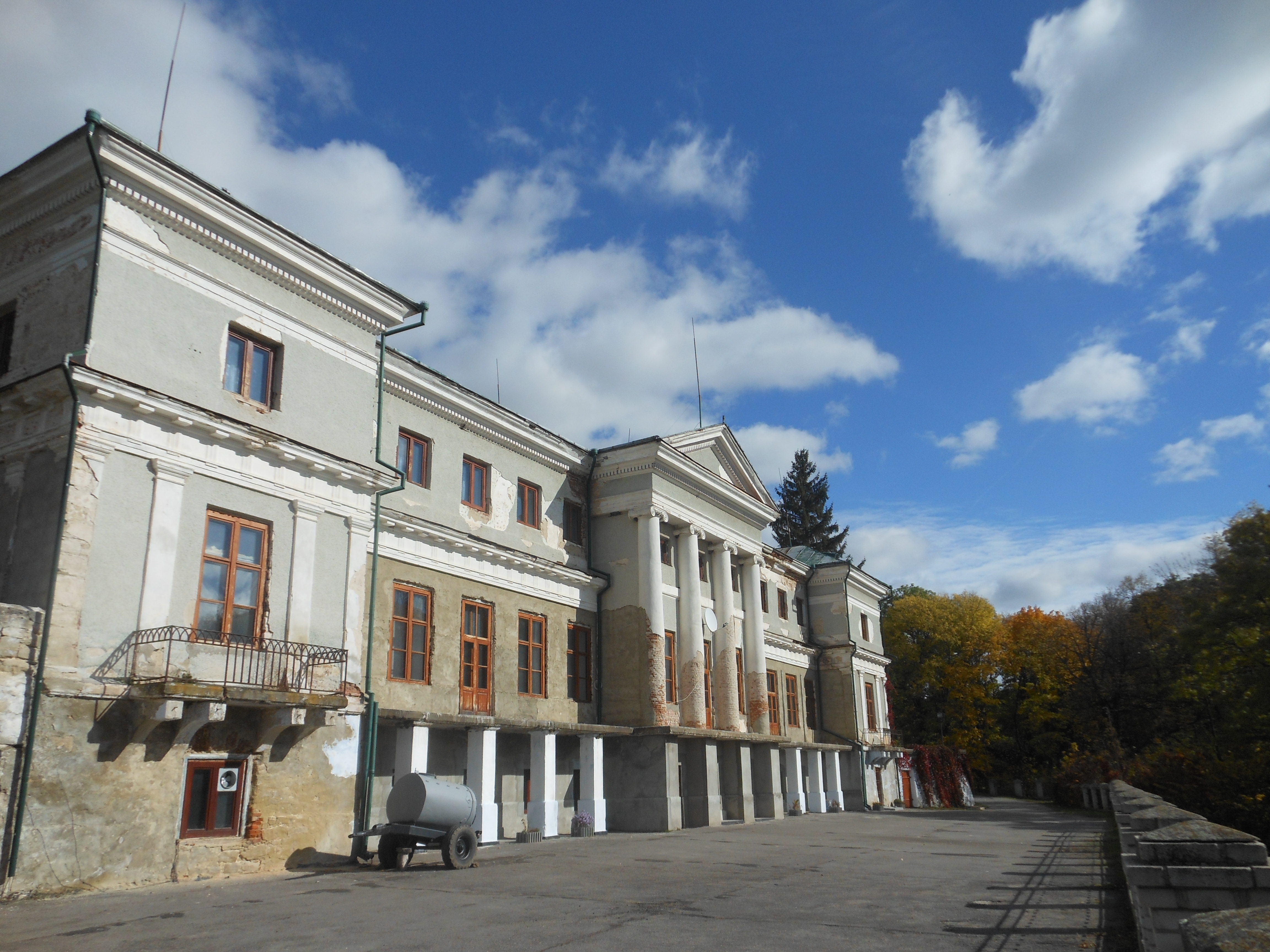
Палац в Мурованих Курилівцях, Муровані Курилівці
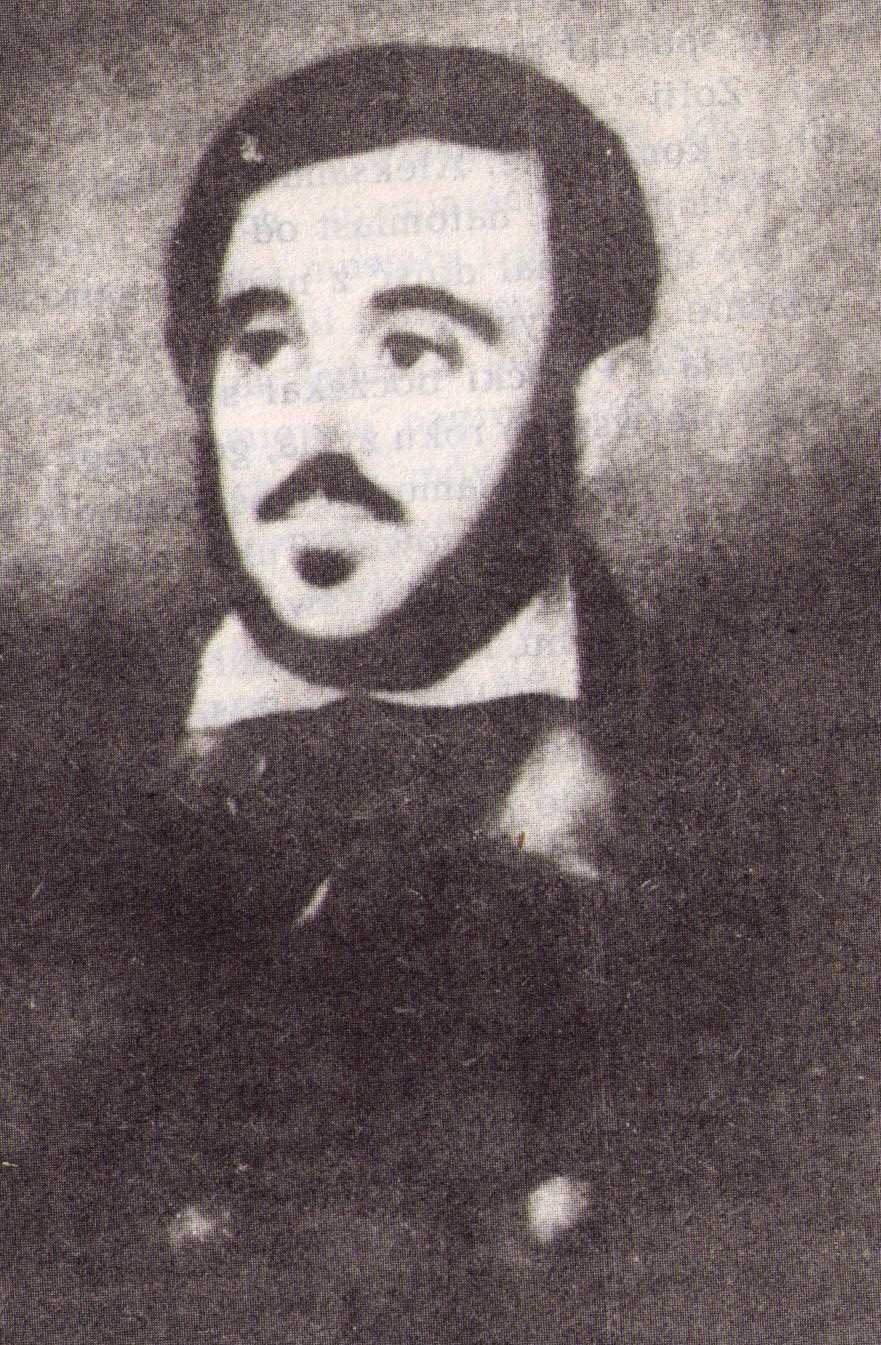
Мечислав Потоцький, чоловік Д.Потоцької
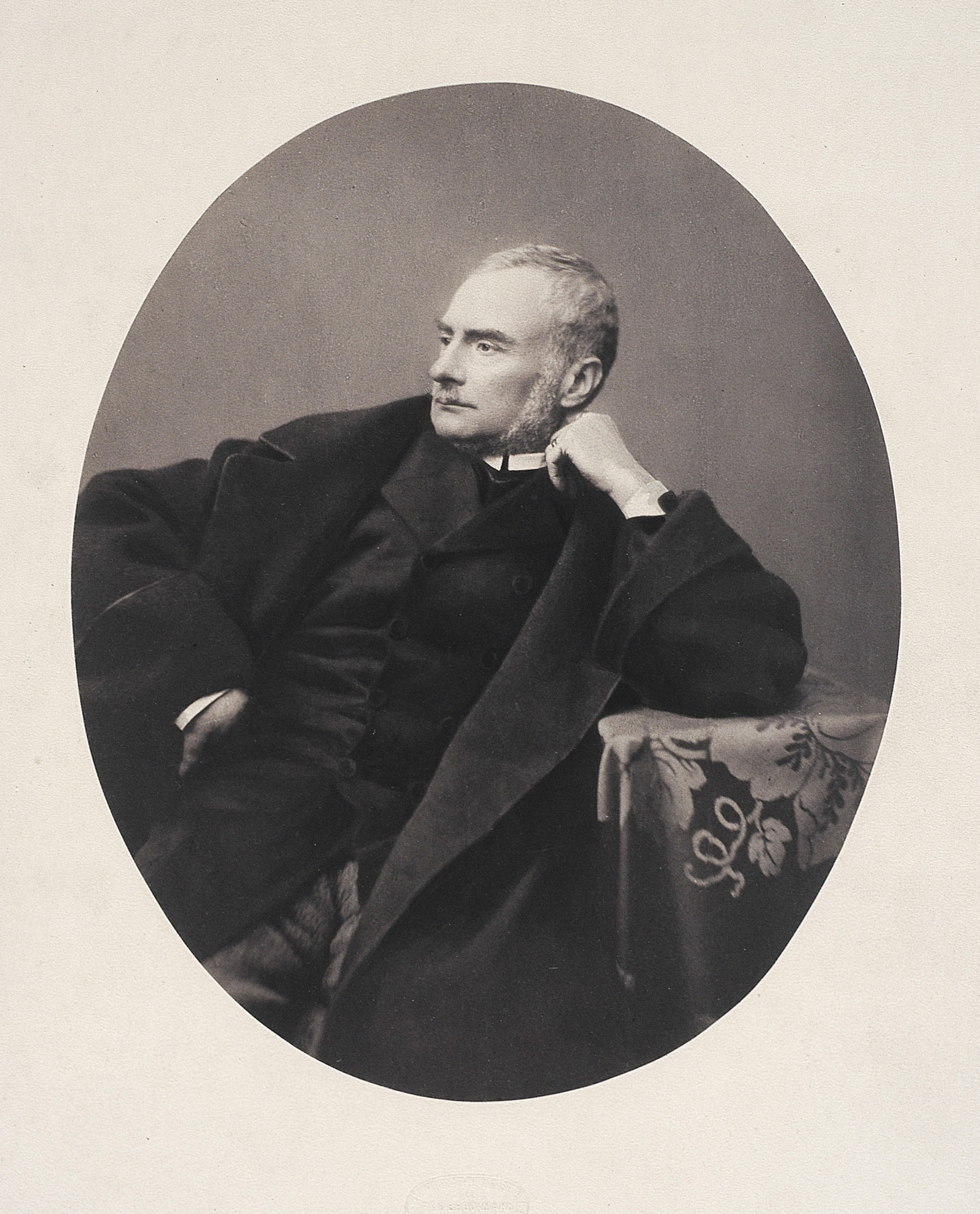
Зигмунт Красінський, 1859 р.